# Гарфилд
„Гарфилд“ (на английски: Garfield: The Movie) е американски комедиен филм от 2004 г. Той е първата част от двулогията на поредицата „Гарфилд“ и се разказва за дебелия, мързелив и хитър котарак, който има чувства за хумор. Режисиран от Питър Хюит и вдъховен от едноименния комикс на Джим Дейвис, във филма участват Брекин Майър като Джон Арбъкъл, Дженифър Лав Хюит като д-р Лиз Уилсън и включва Бил Мъри като гласа на едноименния котарак, който е създаден с компютърна анимация, докато другите животни са истински. Филмът е продуциран от „Дейвис Ентъртейнмънт Къмпани“ и „Туентиът Сенчъри Фокс“. Премиерата на филма е в Съединените щати на 11 юни 2004 г. Филмът получава негативни отзиви от критиката и печели 200 млн. щ.д. при бюджет от 50 млн. щ.д. Продължението „Гарфилд 2“ е пуснат през 2006 г. Това е първият филм на поредицата, който е разпространен от „Туентиът Сенчъри Фокс“ след придобиването на лиценза, който изтича до 2009 г.

## Актьорски състав
- Брекин Майър – Джон Арбъкъл
- Дженифър Лав Хюит – д-р Лиз Уилсън
- Стивън Тоболовски – Хепи Чапман/Уолтър Джей Чапман
- Евън Арнолд – Уендъл
- Марк Кристофър Лорънс – Кристофър Мелоу
- Ийв Брент – госпожа Бейкър
- Джулиет Гоглия – малкото момиче
- Ивън Хелмут – Стюард
- Лейна Нгюен – репортер на новини
- Джо Очман – инженер
- Руфъс Гифърд – собственик на кучета 1

Създателят на „Гарфилд“ се появява в некредитирана роля като пиян участник в конгреса, но ролята му е отрязана от последната версия на филма.

### Озвучаващ състав
- Бил Мъри – Гарфилд
- Алън Къминг – Персникити („Сър Роланд“)
- Ник Кенън – Луис, приятелска мишка
- Дейвид Айгънбърг – Нърмал, приятел на Гарфилд
- Брад Гарет – Лука
- Дебра Месинг – Арлийн, гадже на Гарфилд

## В България
В България филмът е пуснат по кината на 27 август 2004 г. от „Александра Филмс“.
На 15 декември 2004 г. е издаден на VHS и DVD от „Мей Стар Филм“.